# رونالد فوربس
رونالد فوربس (بالإنجليزية: Ronald Forbes)‏ هو منافس ألعاب قوى بريطاني، ولد في 5 أبريل 1985 في جورج تاون في جزر كايمان.

## وصلات خارجية
- رونالد فوربس على موقع الاتحاد الدولي لألعاب القوى (الإنجليزية)
- رونالد فوربس على موقع TFRRS.org (الإنجليزية)
- رونالد فوربس على موقع أوليمبيديا (الإنجليزية)